# Wirtshaus an der Lahn (Lahnstein)

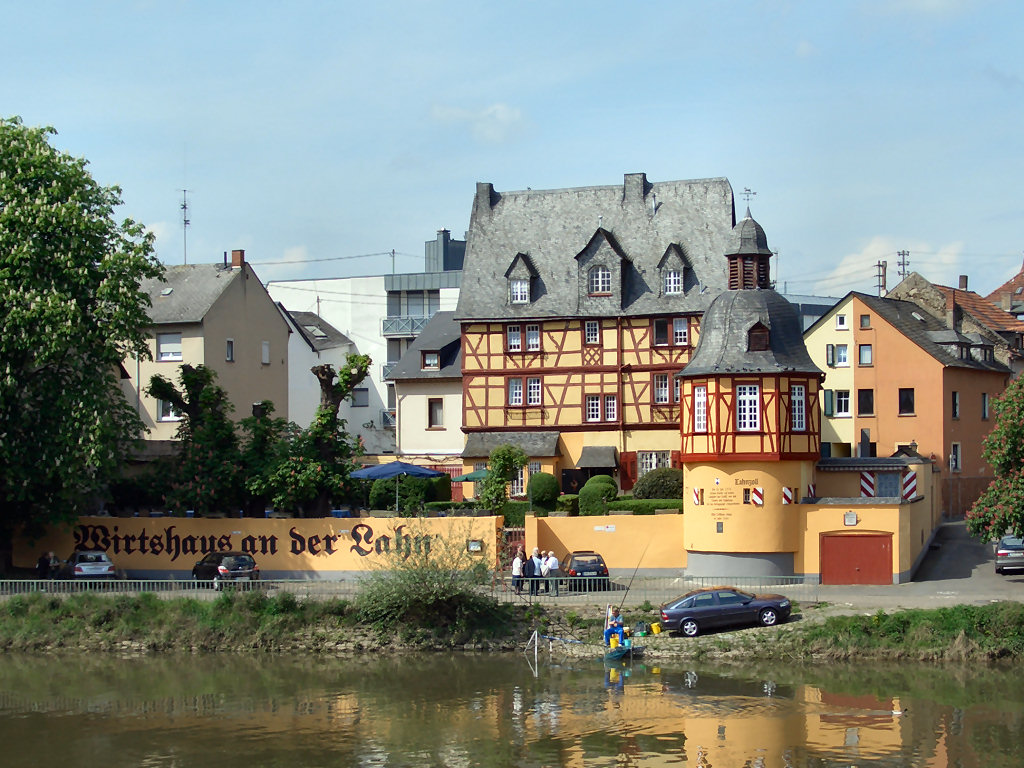
Das „Wirtshaus an der Lahn“ in Lahnstein

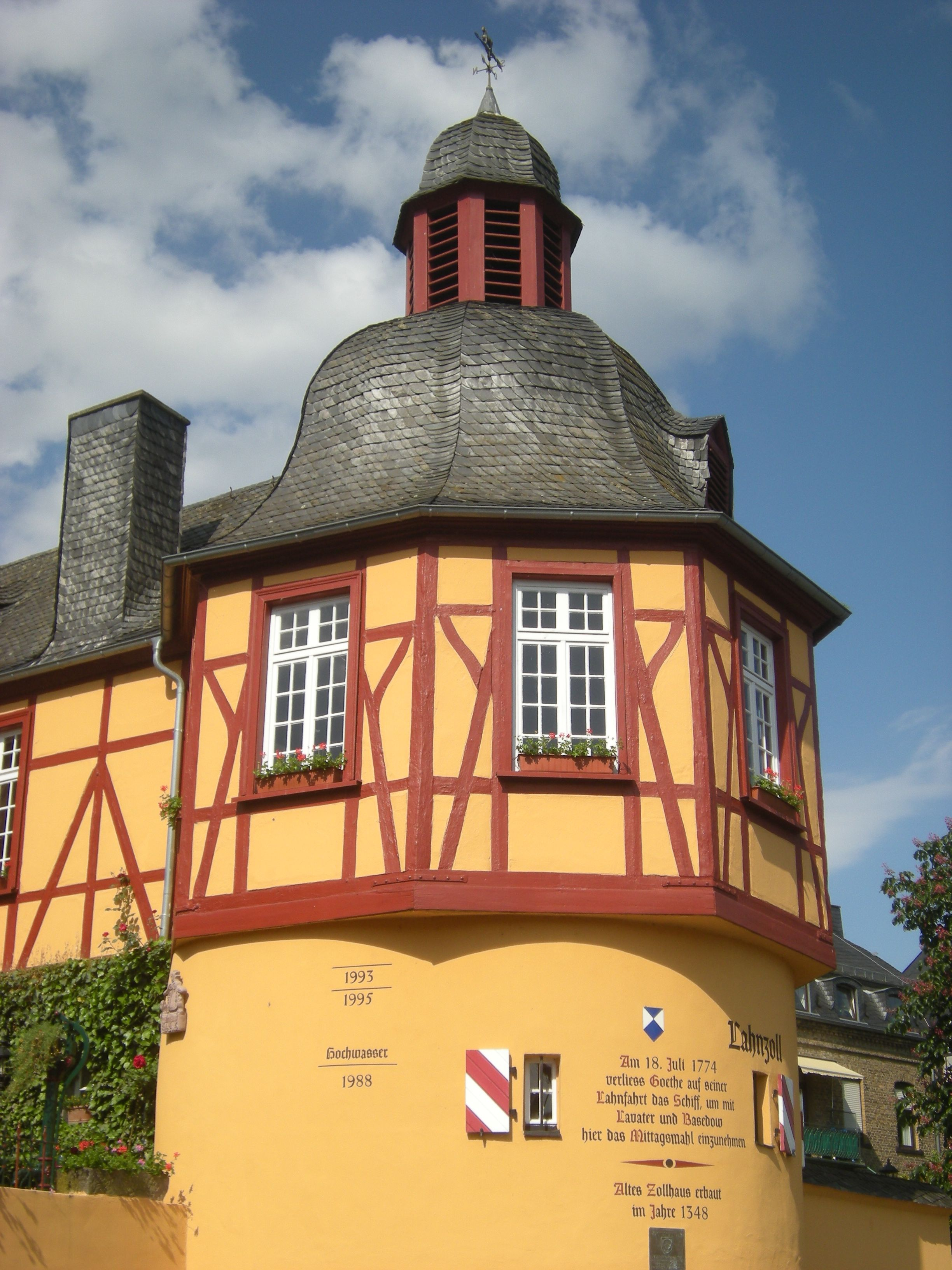
Der Zollturm am Wirtshaus

Das Wirtshaus an der Lahn ist ein Gasthaus am Lahnufer in Lahnstein und angeblich Schauplatz der sagenhaften Wirtinnenverse.
Entlang der Lahn gibt es mehrere Gaststätten, die diesen Namen zum Teil schon aus historischer Zeit tragen. Einige davon nehmen für sich in Anspruch, das „echte“ Wirtshaus an der Lahn aus dem bekannten Lied zu sein. Historisch kommen das Wirtshaus an der Lahn in Dausenau und das Wirtshaus in Lahnstein am ehesten in Betracht. Jedoch besitzt nur das Lahnsteiner Wirtshaus einen Zollturm, der als Wachturm diente und in den Versen durchaus eine Rolle spielt.

## Zollturm
Das für seine Zeit recht große Anwesen gründet auf einem Zollturm der Kurfürsten von Trier aus dem Jahr 1348, der sogenannten „Landfeste“, der erstmals 1373 in einer Urkunde des Stifts St. Kastor in Koblenz erwähnt wurde.:53 1565 richtete der Amtmann Philipp von Nassau im Turm eine Zollstation ein, doch blieben die Zolleinnahmen bescheiden.:45–46 Der Turm dürfte in seinem Grundbestand eines der ältesten Bauwerke von Niederlahnstein sein. 1741 baute „des Velten Siere´s Sohn“ mit Erlaubnis der Gemeinde auf den Resten einen turmartigen Aufbau, auch „Rondell“ genannt, mit einer Mauer in der Lahn als Eisbreche. Oberhalb des Turmes bildete sich eine Anlegestelle für die Lahnschifffahrt, im Volksmund „Schiffshafen“ genannt, obwohl dort nie ein richtiges Hafenbecken bestand.:55 Das massive Bauwerk befand sich im Eigentum des Ritters Konrad von der Porte von Boppard, der in Niederlahnstein wohnte. Der Turm schützte den Hafen und auch die Grenze zwischen Kurtrier und Kurmainz, die entlang der Lahn verlief. Dort führte auch die Lahnuferstraße nach Nassau vorbei.

## Wirtshaus
An dieser exponierten Stelle errichtete der Gastwirt Balthasar Kalkofen 1697 das Wirtshaus neben dem bisher allein stehenden Zollturm. In dem parallel zur Lahn gelegenen Wohn- und Gaststättengebäude, dem heute noch bestehenden Gebäudeteil, kehrten viele Schiffer und Fuhrleute ein. Das dreigeschossige Gebäude besteht im Erdgeschoss aus massivem Bruchsteinmauerwerk, darüber erhebt sich ein Fachwerkbau. Der runde Zollturm aus Fachwerk mit dem geschweiften Dach und der charakteristischen Dachlaterne stammt aus dem Jahr 1741. Nach dem Tode von Balthasar Kalkofen betrieb seine Witwe Katharina das Gasthaus bis zum Jahr 1727 alleine weiter. Sie könnte die „Frau Wirtin“ aus dem Lied gewesen sein. Wachsoldaten aus der Festung Ehrenbreitstein taten im Zollturm ihren Dienst und waren es wohl, die die ersten sechs Verse dichteten und vertonten. In der letzten Strophe heißt es:
Wer hat denn dieses Lied erdacht,

2 Soldaten auf der Wacht,

1 Trommler und ein Pfeifer.

Und wer dieses Lied nicht singen kann,

der fang es an zu pfeifen.
Nach heutigen Schätzungen existieren bis zu 1.000 der nicht immer jugendfreien Verse. Da das Wirtshaus in Lahnstein das einzige Gasthaus entlang der Lahn war, in dem Wachsoldaten stationiert waren, wird angenommen, dass es sich um das historische „Wirtshaus an der Lahn“ aus den Versen handelt.
Am 18. Juli 1774 legten Goethe, Lavater und Basedow auf ihrer Schiffsreise von Ems nach Neuwied in Lahnstein an und nahmen im Wirtshaus an der Lahn das Mittagessen ein.

## Denkmalschutz
Das Wirtshaus an der Lahn ist ein geschütztes Kulturdenkmal nach dem Denkmalschutzgesetz (DSchG) und in der Denkmalliste des Landes Rheinland-Pfalz eingetragen. Es liegt in der Lahnstraße 8.
Seit 2002 ist das Wirtshaus an der Lahn Teil des UNESCO-Welterbes Oberes Mittelrheintal. Des Weiteren ist es ein geschütztes Kulturgut nach der Haager Konvention und mit dem blau-weißen Schutzzeichen gekennzeichnet.